# Course en ligne masculine de cyclisme sur route aux Jeux olympiques de 1896
Navigation
Stockholm 1912
La course en ligne masculine de cyclisme sur route est une épreuve de cyclisme des Jeux olympiques d'été de 1896, qui a lieu le 12 avril 1896 à Athènes, en Grèce.
Elle consiste en un aller-retour de 87 km entre Athènes et Marathon. Sept cyclistes participent à la course : cinq locaux et deux étrangers (l'Allemand August von Gödrich et le Britannique Edward Battell).
Le Grec Aristídis Konstantinídis occupe la première place jusqu'à l'arrivée à Marathon. Le Britannique Battel le dépasse quand la bicyclette du Grec se casse lors du chemin retour. Ce dernier parvient à repartir avec une nouvelle machine. Les deux cyclistes chutent avant l'arrivée finale, Battel plus sévèrement ce qui permet à Konstantinídis de gagner la course et à l'Allemand August von Gödrich de terminer deuxième.

## Résultats
| Rang                                | Cycliste                  | Pays            | Temps           |
| ----------------------------------- | ------------------------- | --------------- | --------------- |
| Médaille d'or, Jeux olympiques      | Aristídis Konstantinídis  | Grèce           | 3 h 22 min 31 s |
| Médaille d'argent, Jeux olympiques  | August von Gödrich        | Allemagne       | 3 h 42 min 18 s |
| Médaille de bronze, Jeux olympiques | Edward Battell            | Grande-Bretagne | inconnu         |
| 4-7                                 | Georgios Aspiotis         | Grèce           | inconnu         |
| 4-7                                 | Miltiades Iatrou          | Grèce           | inconnu         |
| 4-7                                 | Konstantinos Konstantinou | Grèce           | inconnu         |
| 4-7                                 | Georgios Paraskevopoulos  | Grèce           | inconnu         |